# Грумо Невано
Грумо Невано (итал. Grumo Nevano) је насеље у Италији у округу Напуљ, региону Кампанија.
Према процени из 2011. у насељу је живело 17879 становника. Насеље се налази на надморској висини од 59 м.

## Становништво
| 1931. | 1936. | 1951.  | 1961.  | 1971.  | 1981.  | 1991.  | 2001.  | 2011.  |
| ----- | ----- | ------ | ------ | ------ | ------ | ------ | ------ | ------ |
| 7.420 | 8.146 | 10.011 | 11.810 | 15.246 | 19.409 | 19.524 | 18.644 | 18.017 |